# LKM N4
Die LKM N4 war eine normalspurige Diesellokomotive, welche speziell für Werks- und Anschlussbahnen konzipiert wurde. Sie wurde im Lokomotivbau Karl Marx Babelsberg (LKM) gebaut.

## Geschichte
Die Lokomotive war eine Weiterentwicklung der Orenstein-&-Koppel-Loks RL7 und RL8. Sie weist sehr starke technische Ähnlichkeiten mit den Kleinloks der Leistungsgruppe II der DR auf. Ihr Nachfolger war die LKM-Baureihe LKM V 10 B.
Die Lokomotiven wurden in Staaten des Rates für gegenseitige Wirtschaftshilfe und die Volksrepublik China geliefert. Außerdem waren sie bei vielen Industriebetrieben der DDR im Einsatz.

## Varianten
Die Untervarianten der N4 wurden durch Buchstabenzusätze unterschieden. Dabei bedeutet N4 (kein Zusatz): Normalspur ohne Druckluftbremse, N4a: 1524-mm-Breitspur mit beheiztem Führerhaus, N4b: Normalspur mit Druckluftbremse, N4c: Normalspur für Druckluftbremseinbau.
Eine Reihe von N4 wurden in der DDR zu Elektro-Schlepp-Fahrzeugen (ESF) umgebaut und speziell an Verladeanlagen eingesetzt.
Die Schmalspurvariante hieß Ns4, auch hier wurden Untervarianten durch Buchstabenzusätze unterschieden. Dabei bedeutet Ns4: Schmalspur 600–1000 mm und Ns4a: Schmalspur 600–760 mm in Tropenausführung. Ns4-Loks wurden als C-Kuppler gefertigt.